# Marguerite de Bohême (1296-1322)
Marguerite de Bohême, en tchèque Markéta Přemyslovna, en polonais Małgorzata Przemyślidka (21 février 1296 à Prague † 8 avril 1322 à Hradec Králové), fille de Venceslas II de Bohême et de sa première femme  Judith de Habsbourg. Elle est duchesse de Wrocław par son mariage avec Boleslas III le Prodigue.

## Biographie
En 1308, Marguerite épouse Boleslas III, auquel son père l'a fiancée pratiquement dès son arrivée à la Cour de Bohême. Venceslas II manifeste sa faveur au jeune prince, ce qui provoque les craintes des familiers du roi, qui voient dans le jeune duc un rival potentiel pour le trône.
Bien que Venceslas ait un fils, la mort soudaine du roi en 1305 et le meurtre de son héritier l'année suivante à Olomouc donnent brutalement à Boleslas une importance inattendue. Le jeune homme commence à sa battre pour le trône de Bohême et prend le titre de "haeres Regni Poloniae" (héritier du royaume de Pologne).
Mais le pouvoir passe aux mains de Henri de Goritz, qui a épousé la sœur aînée de Marguerite, Anne de Bohême. Henri et Anne ne règnent qu'un an avant que Rodolphe de Habsbourg ne les renverse, les poussant à l'exil en Carinthie, sur les terres d'Henri. Pour assoir sa position, Rodolphe épouse dans la foulée Élisabeth Ryksa, veuve de Venceslas II et belle-mère de Marguerite et Anne. Il meurt toutefois en 1307 et Henri et Anne reviennent en Bohême, où leur situation reste instable. Ils se tournent alors vers Marguerite et la cadette de la fratrie, la très jeune Élisabeth, toujours célibataire. Anne et Henri cherchent tout d'abord à lui faire épouser Othon de Löbdaburg mais Élisabeth refuse, pour épouser à la place Jean de Luxembourg dit L'Aveugle, le fils de l'empereur Henri VII, qui chasse définitivement Henri et Anne. Ces derniers se retirent en Carinthie, où Anne meurt en 1313, sans enfants. Jean et Élisabeth sont couronnés roi et reine de Bohême et auront sept enfants ensemble, dont le futur empereur Charles IV. Les droits au trône de Marguerite et Boleslas s'éteignent. 
Marguerite meurt le lendemain de la naissance de son dernier enfant. Bolesłas se remariera en 1326 avec Katarina Šubić, dont il n'aura pas d'enfants.

## Mariage et descendance
Marguerite et Boleslas eurent trois enfants :
1. Venceslas Ier (v. 1318 † 2 juin 1364) ;
2. Louis Ier (v. 1321 † décembre 1398) ;
3. Nicolas (né et mort à Hradec Králové le 7 avril 1322).